# استیک هیل، استرالیای غربی
استیک هیل (به انگلیسی: Stake Hill) یک حومه شهر در استرالیا است که در استرالیای غربی واقع شده‌است.